# Edvin Kanka Ćudić
Edvin Kanka Ćudić (en serbio: Едвин Канка Ћудућ; 31 de diciembre de 1988) es un activista bosnio de derechos humanos, artista marcial, escritor, periodista y politólogo que es más conocido como el líder de la UDIK en Bosnia y Herzegovina.